# Pasteurella
Genre
Espèces de rang inférieur
- voir texte

Pasteurella est un genre de bactérie à coloration Gram négatif, anaérobie facultative, catalase positive. Les cellules sont ovoïdes à bacillaires.
Ce sont des commensaux et parasites des muqueuses de l’appareil respiratoire supérieur, de l’appareil digestif, de la cavité buccale des mammifères (rarement de l’Homme) et des oiseaux.
Pasteurella a été décrit en 1879 par Henry Toussaint et Louis Pasteur. Leurs travaux permirent la découverte de l'agent étiologique de la maladie dite du choléra des poules (Pasteurella multocida ou septica), ainsi que la vaccination avec des germes atténués. Le genre et le nom Pasteurella ont été proposés en 1887 par le bactériologiste Count Trevisan pour honorer les travaux de Pasteur.
- Pasteurella multocida provoque des infections pulmonaires chez les animaux (bovins, chèvres, moutons, porcs), ainsi que le choléra des gallinacés (poules, canards, dindons, oies). La pasteurellose peut être inoculé à l'Homme (morsure, griffure, maladie respiratoire).
- Pasteurella canis, Pasteurella dagmatis et Pasteurella stomatis sont isolées des muqueuses orales et nasales des carnivores domestiques (chiens, chats et furets). Ces bactéries peuvent provoquer des infections respiratoires, urogénitales, des infections de plaies chez les animaux. L'homme peut être contaminé par morsure ou griffure.
- Pasteurella ureae est un germe humain rencontré occasionnellement dans les voies respiratoires, entre autres dans les tumeurs malignes infectées. Le cancer bronchique s'infecte fréquemment.
- Pasteurella caballi est une bactérie commensale des muqueuses respiratoires et génitales des équidés (chevaux) pouvant provoquer une infection chez des animaux affaiblis.
- L'ancienne Pasteurella haemolytica est maintenant dénommée Mannheimia haemolytica. C'est une bactérie pathogène des animaux (bétails, moutons, chèvres).